# MED22
MED22 (англ. Mediator complex subunit 22) – білок, який кодується однойменним геном, розташованим у людей на короткому плечі 9-ї хромосоми. Довжина поліпептидного ланцюга білка становить 200 амінокислот, а молекулярна маса — 22 221.
| 10         |  | 20         |  | 30         |  | 40         |  | 50         |
| ---------- |  | ---------- |  | ---------- |  | ---------- |  | ---------- |
| MAQQRALPQS |  | KETLLQSYNK |  | RLKDDIKSIM |  | DNFTEIIKTA |  | KIEDETQVSR |
| ATQGEQDNYE |  | MHVRAANIVR |  | AGESLMKLVS |  | DLKQFLILND |  | FPSVNEAIDQ |
| RNQQLRTLQE |  | ECDRKLITLR |  | DEISIDLYEL |  | EEEYYSSSSS |  | LCEANDLPLC |
| EAYGRLDLDT |  | DSADGLSAPL |  | LASPEPSAGP |  | LQVAAPAHSH |  | AGGPGPTEHA |
|            |  |            |  |            |  |            |  |            |

A: Аланін

C: Цистеїн

D: Аспарагінова кислота

E: Глутамінова кислота

F: Фенілаланін

G: Гліцин

H: Гістидин

I: Ізолейцин

K: Лізин

L: Лейцин

M: Метіонін

N: Аспарагін

P: Пролін

Q: Глутамін

R: Аргінін

S: Серин

T: Треонін

V: Валін

Кодований геном білок за функцією належить до активаторів. 
Задіяний у таких біологічних процесах, як транскрипція, регуляція транскрипції, альтернативний сплайсинг. 
Локалізований у ядрі.